# Jeßnitz (Kubschütz)

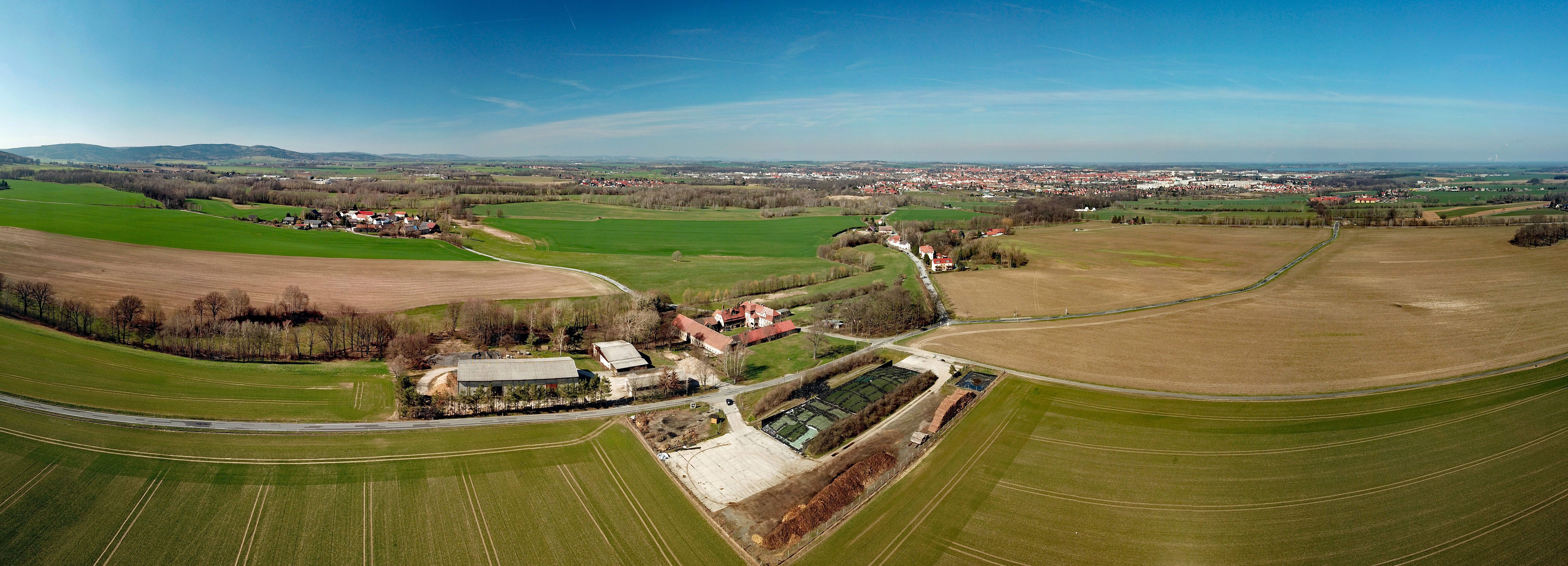
Luftbildpanorama

Jeßnitz, auch Jessnitz oder Jeßnitz am Gebirge genannt, sorbisch Jaseńcaⓘ, ist ein Weiler in der Gemeinde Kubschütz in Sachsen, der zum Ortsteil Soculahora gehört. Es zählt zum offiziellen sorbischen Siedlungsgebiet in der Oberlausitz.

## Geographie
Der Weiler befindet sich südöstlich von Bautzen am rechten Ufer des Binnewitzer Wassers. Im Südosten erhebt sich der 384,2 Meter hohe Mehltheuerberg, südlich die 412,4 Meter hohe Schmoritz und der 431,9 Meter hohe Drohmberg. Jeßnitz liegt an einem Kreuz von fünf Straßen.

## Geschichte

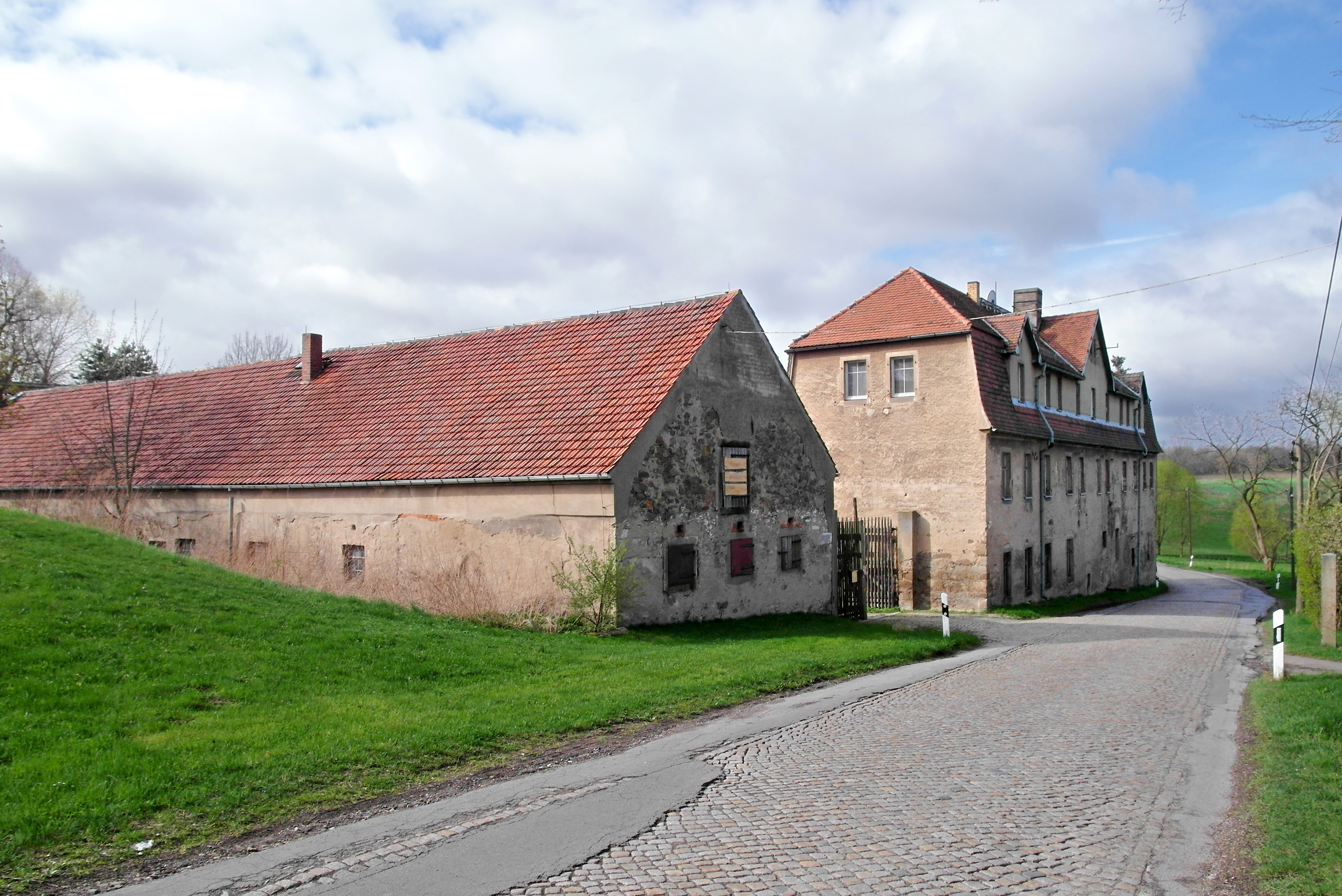
Rittergut

Die erste Erwähnung des Gutes „Jesnicz“ erfolgte 1356 als Besitz des Jan von Jesnicz. Es entstand wahrscheinlich während der Kolonisationszeit als Einzelgehöft. Es wird angenommen, dass das Binnewitzer Wasser ursprünglich als „Jasenica“ (sorbisch für „Eschenbach“; jaseń = „Esche“) bezeichnet wurde und sich der Ortsname von dem Bach herleitet. 1427 wurde das Gut „Gessenicz“, 1456 „Jessenicz uf dem Falkenberge“ und ab 1468 „Jeßnitz“ genannt. Die Besitzer des Erbgütleins waren zumeist bürgerlicher Herkunft. Das Gut Jeßnitz war der Vorreiter des Kartoffelanbaus in der Gegend um Bautzen. 1762 wurden die „Erdbirnen“ auf einer Fläche von zwei Scheffeln angebaut. Ab 1763 verpflegte die Gutsherrschaft ihr Gesinde mittags und abends mit Kartoffelspeisen. Zur Unterscheidung von Jeßnitz bei Neschwitz wurde der Ort ab 1768 als Dürr Jesnitz und ab 1791 als Dürr Jeßnitz bezeichnet. Obwohl das Gut schon zuvor als Rittergut bezeichnet worden ist, wurde es erst 1832 in das Verzeichnis der Oberlausitzer Rittergüter aufgenommen. 1945 wurde das Gut verstaatlicht und als Volksgut „Fritz Joß“ weitergeführt. Später wurde es an das Volkseigene Gut Pommritz angeschlossen.
Jeßnitz war nie eigenständig. Bis 1973 bildete es einen Ortsteil der Gemeinde Grubditz. Mit diesem zusammen erfolgte die Eingemeindung nach Jenkwitz. Seit 1994 gehört das Dorf zur Gemeinde Kubschütz.
Seit 2007 ist Jeßnitz in Privatbesitz der Familie Henke. Seitdem wurde eine Ferienwohnung in Jeßnitz fertiggestellt und es wurden diverse Events wie Hoffeste veranstaltet.

## Sühnestein

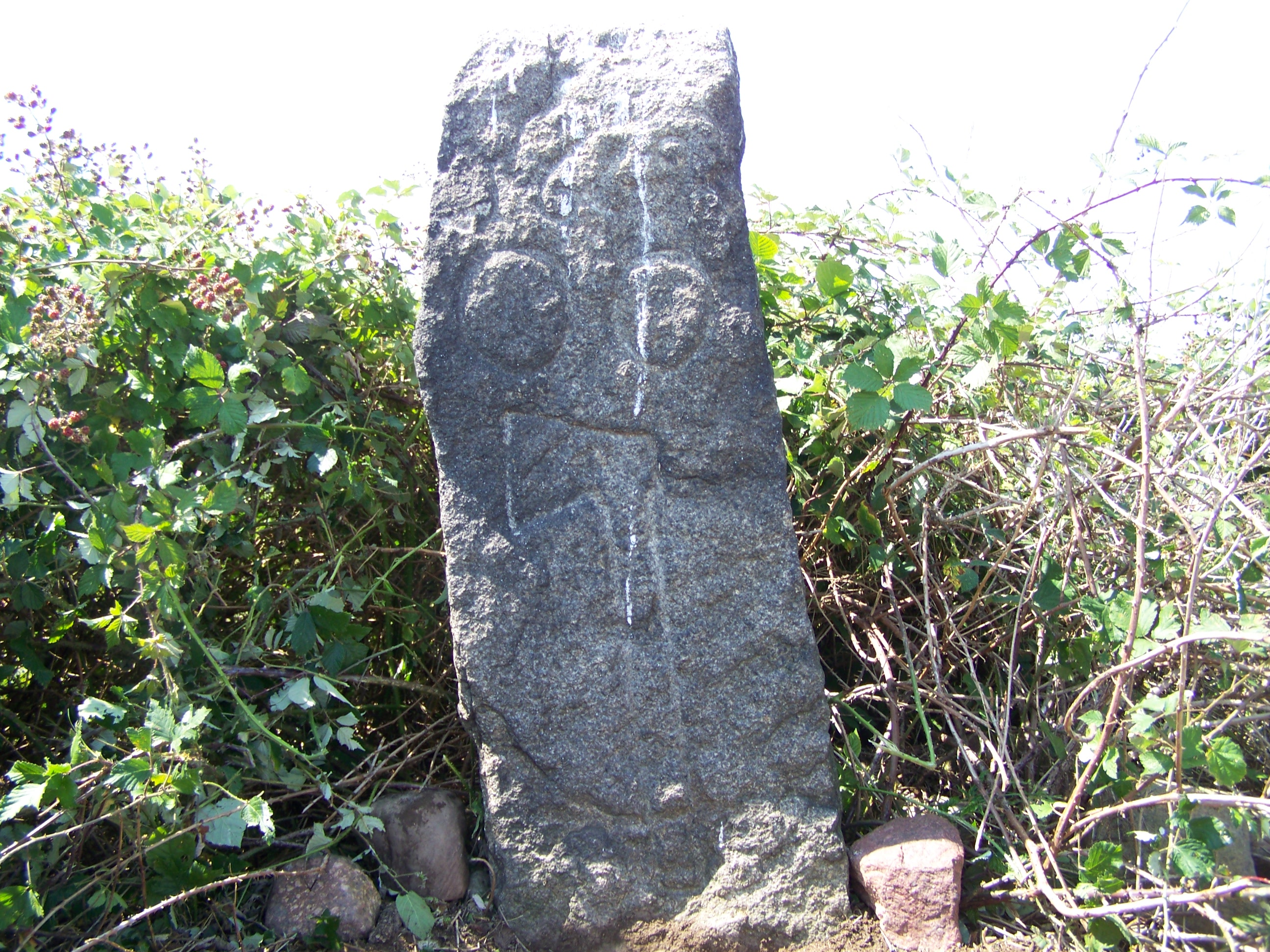
Sühnestein aus dem Jahr 1669

Südöstlich des Ortes befindet sich am Feldrain an einem alten Weg nach Mehltheuer ein Sühnestein. Er zeigt die Zahl 1669, eine Axt und zwei Gesichter. Der Stein erinnert an die Mordtat der Frau des Bauers Martin Tauch an ihren beiden jüngsten Kindern, die sie auf Grund einer Hungersnot nicht ernähren konnte und am 9. Dezember 1669 erschlug. Die Mörderin wurde am 6. Februar 1670 in Jeßnitz mit dem Schwert hingerichtet und das Haus abgerissen. Der ursprünglich an der Stelle des Hauses aufgestellte Stein wurde später an die Mordstelle versetzt.